# Gelber Beryll
| Tibetische Bezeichnung                              |
| --------------------------------------------------- |
| Tibetische Schrift: ཞྭ་སེར་ཆོས་འབྱུང་བཻ་སེར                |
| Wylie-Transliteration: zhwa ser chos 'byung bai ser |
| Chinesische Bezeichnung                             |
| Vereinfacht: 黄琉璃                                 |
| Pinyin:Huáng liúli                                  |

Der Gelbe Beryll (tibetisch zhwa ser chos 'byung bai ser; Sanskrit/tibetisch Vaidurya ser po) ist eine Geschichte der Gelug-Tradition des bedeutenden Gelugpa-Gelehrten und Staatsmannes Sanggye Gyatsho (tibetisch: sde srid sangs rgyas rgya mtsho; 1653–1705). Das Werk wurde in den Jahren 1692–1698 verfasst. Darin verzeichnet sind die in Ü, Tsang, Qinghai (Amdo) und Kham verbreiteten Klöster, die Anzahl der Mönche und Nonnen, Klosterbauten und ihre Kulturgeschichte. Es ist ein wichtiges Dokument der Gelug-Geschichte und des tibetischen Buddhismus im Allgemeinen.

## Ausgaben
- Zhongguo Zangxue chubanshe 中国藏学出版社 (Tibetologischer Verlag Chinas), Peking 1989

### Übersetzungen

#### Chinesisch
- Gelu pai jiaofa shi 格魯派教法史: Huang liuli baojian 黃疏璃寶鑑. Xu Decun 許德存 (Übers.). Xizang renmin chubanshe 西藏人民出版 2009; ISBN 9787223025744

### Nachschlagewerke
- Danzhu'angben: Zang zu da ci dian. = Bod rigs tshig mdzod chen mo. Gansu ren min chu ban she, Lanzhou Shi 2003, ISBN 7-226-02030-0.